# John Cameron Mitchell
John Cameron Mitchell (El Paso, 21 de abril de 1963) é um ator, dramaturgo, roteirista e cineasta norte-americano.